# Степченко, Светлана Борисовна
Светла́на Бори́совна Сте́пченко (после замужества — Топорова, 10 июля 1965, Мытищинский район Московской области) — советская и российская актриса, певица, альтистка, солистка Национального Филармонического оркестра России, концертмейстер, заслуженная артистка России (2006).

## Биография
Родилась 10 июля 1965 года в пансионате «Клязьминское водохранилище» Мытищинского района Московской области. Получила музыкальное образование в МССМШ им. Гнесиных, а затем в Московской государственной консерватории им. П. И. Чайковского, где занималась по классу альта у профессора Ф. С. Дружинина.
- 1989 г. — Первая премия на Всесоюзном конкурсе во Львове.
- С 1990 по 1992 гг. — ассистент в классе профессора Ф. С. Дружинина.
- С 1997 года — солистка Московской государственной академической филармонии.

Работала в Госоркестре СССР п/у Е. Ф. Светланова, ГАКО России п/у К. Орбеляна. Участница музыкальных фестивалей в Москве, Бостоне, Будапеште, Нойштадте, арт-директор серии фестивалей «Три века русского альта» в Москве, художественный руководитель ансамбля солистов «Русская виола», созданного альтисткой в 1994 году.
Широкую известность получила «Антология русской альтовой музыки», идея создания которого возникла у альтистки в период работы в Госоркестре СССР под управлением Евгения Светланова. Создание такой антологии Е. Ф. Светланов назвал «настоящим творческим подвигом». Впервые антология прозвучала на радио «Орфей» в 1995 году, в Музее музыкальной культуры имени М. И. Глинки и на фестивале в усадьбе Кусково в 1996 году.
- В 1995 году впервые познакомила слушателей с окончательной версией шедевра камерной музыки — сонаты ре-минор для фортепиано в сопровождении альта Михаила Глинки.
- Воссоздала многие забытые сочинения русского альтового репертуара: «Девять салонных пьес» Антона Рубинштейна, сонаты Павла Юона, Алексея Гантшера, камерная музыка Алексея Ермолова, Антона Симона, Александра Веприка. Светлана Степченко осуществила запись мировой премьеры музыкальной пасторали Михаила Кузмина «Куранты любви» и первое концертное исполнение его «Александрийских песен» — шедевров русской культуры Серебряного века.

В настоящий момент является солисткой и концертмейстером группы альтов Национального филармонического оркестра России под управлением Владимира Спивакова, а также сотрудничает с Государственным камерным оркестром «Виртуозы Москвы». В свободное от сольной и оркестровой деятельности время Светлана Степченко работает в студиях, озвучивая мультипликационные фильмы.
Известен также цикл образовательных музыкальных передач «Академия занимательных искусств. Музыка» на детском семейном образовательном телеканале «Радость Моя». Светлана выступала в нём в роли ведущей — профессора Виолетты Модестовны. Виолетта Модестовна — дама яркая, талантливая и немного эксцентричная. Видеоуроки музыки выложены на сайте телеканала и изданы на DVD.

## Семья
- Муж — Владимир Юрьевич Топоров (1952—2003), альтист ГАСО им. Светланова
- Сын — Степан Топоров (род. 1991).

## Фильмография
- 1978 — Мой ласковый и нежный зверь — вокал
- 1978 — Сибириада — вокал
- 1982 — 4:0 в пользу Танечки — вокал
- 1983 — Незнайка с нашего двора — вокал, озвучка
- 1983 — Мэри Поппинс, до свидания — Джейн, Майкл (вокал, не указана в титрах)
- 1984 — Пеппи Длинныйчулок — Пеппи, Анника (вокал)
- 1984 — Без семьи — вокал
- 1985 — Осторожно, Василёк! — вокал
- 1986 — Тайна Снежной королевы — Герда (озвучание, вокал)
- 1987 — Питер Пэн — Питер, Венди (вокал)
- 1987 — Человек с бульвара Капуцинов — дети Томсонов (вокал, не указана в титрах)
- 1987 — Катенька — вокал
- 1987 — Приключения Арслана — вокал
- 1988 — Остров ржавого генерала — вокал
- 1989 — Под куполом цирка — вокал
- 1991 — Тень, или Mожет быть, всё обойдётся — Принцесса (вокал)
- 1991 — Безумная Лори — Мэри (вокал)
- 1997 — Сладкая сказка — вокал
- 1998 — Хочу в тюрьму — вокал
- 2000 — Старые клячи — вокал
- 2000 — Фортуна — музыка
- 2003 — Ключ от спальни — вокал
- 2005 — Случайный взгляд — альт, вокал
- 2006 — Дюймовочка — вокал
- 2010 — День зверя — альт, вокал

## Озвучивание мультфильмов
- 1980 — Чудеса — вокал
- 1983 — Летающий жираф — Зайчонок
- 1986 — Академик Иванов — мальчик Вова / женские роли
- 1986 — Мальчик как мальчик — Алёша
- 1986 — Ара, бара, пух! — Кузнецова
- 1986—1987 — Приключения пингвинёнка Лоло — Лоло
- 1986 — Я жду тебя, кит! — Сигэру
- 1986 — Ценная бандероль
- 1987 — Лесные сказки. Фильм второй
- 1987 — Как ослик грустью заболел — девочка
- 1987 — Щенок и старая тапочка — Щенок
- 1988 — Мы идём искать — Котёнок
- 1990 — Ёжик должен быть колючим? — Кудрявый ёжик
- 1990 — Серый волк энд Красная Шапочка — Красная Шапочка
- 1990 — Весёлая карусель № 21 «Стихи с бегемотами» — читает текст
- 1991 — Умная собачка Соня — Соня
- 1992 — Йоксель-моксель — вокал
- 1993 — Муравьиный ёжик — Кудрявый ёжик
- 1993 — Пряник — Зайчонок
- 1993 — Умная собачка Соня. Фильм второй — Соня
- 1997 — Незнайка на Луне — Пончик (1—4, 8, 11 и 12 серия) / Растеряйка (10 серия) / Ворчун (1, 2 и 10 серия) / Винтик (1, 2, 10—12 серия) / Авоська (1, 2, 10 и 11 серия) / Колокольчик и Сиропчик (10 серия)
- 2006 — Новогодняя фантазия кота-мурлыки
- 2010 — Гадкий утёнок — Гадкий утёнок

## Дискография
1. 2003 — Три века русского альта. Русская классическая соната (Изд-во ООО "Артель «Восточный ветер»)
2. 2003 — Три века русского альта. Русские романтики 19 века (Изд-во ООО "Артель «Восточный ветер»)
3. 2003 — Три века русского альта. Игрой на струнах хвалим господа (Изд-во ООО "Артель «Восточный ветер»)
4. 2003 — Три века русского альта. Русская классика 20 века (Изд-во ООО "Артель «Восточный ветер»)
5. 2004 — Три века русского альта. Продолжение традиций (Изд-во ООО "Артель «Восточный ветер»)
6. 2004, 2010 — Маленькие шедевры большой музыки (Изд-во ООО "Артель «Восточный ветер», «Артсервис»)
7. 2004 — Браво, романтика! (Изд-во ООО "Артель «Восточный ветер»)
8. 2009 — А.Рубинштейн. Девять салонных пьес (ООО «Артсервис»)
9. 2013 — А.Шелыгин «Альт в большом городе» (ООО «Артсервис»)

| Список дорожек | Примечания |
| «Три века русского альта. Игрой на струнах хвалите Господа! Еврейская классическая музыка XX века для альта», 2003 (CD)                                                                           | «Три века русского альта. Игрой на струнах хвалите Господа! Еврейская классическая музыка XX века для альта», 2003 (CD) |
| --- | --- |
| 1. М. Гнесин — Нигун 2. А. Веприк — Кадиш (Ор. 4) 3. А. Веприк — Песни об умерших (Ор. 4) 4. А. Крейн — Пролог (Ор. 2) 5. Г. Гамбург — Два напева (Ор. 5) 6. М. Гнесин — Еврейские песни (Ор. 37) | |
| «Альт в большом городе», 2013 (CD) | |
| 1. А. Шелыгин — Соната для альта и фортепиано «ФЛЭШБЭК» (посвящается С. Степченко) 2. А. Шелыгин — Концерт для альта, струнного оркестра и литавр                                                 | |
| «Академия занимательных искусств — Музыка», диск 1, 2014 (DVD) | |